# Drymonia psila
Drymonia psila är en tvåhjärtbladig växtart som beskrevs av D.N. Gibson. Drymonia psila ingår i släktet Drymonia och familjen Gesneriaceae. Inga underarter finns listade i Catalogue of Life.